# Мољија (Мантова)
Мољија је насеље у Италији у округу Мантова, региону Ломбардија.
Према процени из 2011. у насељу је живело 4670 становника. Насеље се налази на надморској висини од 11 м.